# Slaget vid Zhuolu
Slaget vid Zhuolu var enligt historiekrönikan Shiji det andra stora slaget i Kinas historia och stod mellan stamunionen Yanhuang ledd av Huangdi (Den gule kejsaren) och stamunionen Jiuli ledd av Chiyou. Slaget utkämpades vid Zhuolu som ligger nära gränsen mellan vad som idag är Hebei och Liaoning. Slaget i sig och Huangdis seger ses ofta som historiskt men nästan allt annat som berättas om slaget anses vara legender och mytologi. Slaget skall ha skett på 2500-talet f.Kr. 

## Bakgrund
I det förhistoriska Kina skall Huangdis Youxiongstam ha blivit en mäktig stam som sedan kom att bilda union med Shennongstammen efter att de besegrat dem i slaget vid Banquan. Den nya unionen kom att bli kallad stamunionen Yanhuang efter Huangdi själv och Shennongs ledare Yandi (eldkejsaren). Yanhuangunionen drog till sig flera mindre stammar i sin närhet och deras makt växte snabbt. Detta gjorde Chiyou som var ledare för Jiuliunionen orolig. Jiuliunionen låg i gränstrakterna mellan vad som idag är Shandong, Hebei och Henan och hade tidigare varit den starkaste stamunionen i området och det var Chiyous anfall mot Shennong som drivit dem i händerna på Huangdi. Dessutom uppstod en konflikt mellan Jiuli och Yanhuangunionerna gällande vem som hade anspråk på de bördiga odlingsmarkerna i Gula flodens floddal. Chiyou beslutade sig till slut för att anfalla Yanhuangunionen. Jiuliunionen var känd för sina välgjorda vapen och deras krigare ansågs vara ytterst vilda i strid. Dessutom bildade Chiyou en allians med Kua Fustammen och Sanmiaostammarna och han begav sig sedan mot Yanhuangs område. Anfallet drog först in i vad som tidigare varit Shennongstammens land, vilket var den väg Chiyou använt när han tidigare anföll den stammen. Shennonggrenen av Yanhuangunionen flydde därmed åter in i Huangdis landområde precis som vid upptakten till slaget vid Banquan. Huangdi blev rasande när han fick reda på att Chiyou anfallit hans union och han samlade sin här för att bemöta honom. Tillsammans med sin forne fiende Yandi mötte de Chiyou och hans armé vid Zhuolu.

## Slaget
De detaljer som finns om slaget i sig anses av historiker vara mytologiska men om de inträffade är följande vad som skall ha hänt:
Chiyou skall ha lett mellan 72 och 81 stammar mot Yanhuangunionen och när de nådde Zhuolu fann de Huangdis armé där. En tjock dimma lade sig över slagfältet och Chiyou ledde sin armé genom den mot Huangdis krigare. Huangdi skickade ut en del av sin armé under totemdjuren Björnen, Vargen och Leoparden att möta Chiyou men de gick vilse i dimman och blev till lätta mål för Jiuliarmén. Huangdi hämtade då en sydvisande stridsvagn som han själv designat och som byggts åt honom av Fang Bo, med den kunde han leda resten av sin armé in i dimman och striden mot Chiyou började på allvar. Medan hårda strider pågick hade Xuannüstammen, som var allierad med Huangdi, inte nått fram till fienden än. Då de hörde att striden var i full gång beslutade de sig för att slå på alla sina stridstrummor och blåsa i sina stridshorn. Detta fick Jiuliunionen att tro att en stor här var på väg mot dem och de flydde. Huangdis armé jagade dem och dräpte många och hann senare hinna ikapp Chiyou i Hebei där han dräptes. Slaget var därmed vunnet av Yanhuangunionen.

## Efterspel
Efter slaget lät Huangdi bygga en ny huvudstad i Zhuolu som blev centrum för en stor stamkoalition. Koalitionen kom senare att utvecklas till Huaxiacivilisationen som senare skulle bli grunden för Kina. Huangdi och Yandis ledarskap under åren som följde slaget vid Zhuolu anses ofta vara vad som fick den kinesiska civilisationen att blomstra och många kineser kallar sig än idag för "ättlingar till Yan och Huang" och de båda kom att dyrkas som gudar i forna Kina. Även Chiyou kom att bli gudaförklarad. Hans vildhet i strid gav honom platsen som stridsgud och kejsare Qin Shi Huang (221 f.Kr. – 210 f.Kr.) skall ha dyrkat honom medan kejsare Liu Bang (202 f.Kr. – 195 f.Kr.) skall ha bett vid hans skrin innan striden mot Xiang Yu. De tre stora förfädernas hall i Xinzheng har dedikerats till Huangdi, Yandi och Chiyou som samtliga anses vara grundarna av den kinesiska nationen.
De Jiulistammar som inte accepterade Huangdi som sin ledare drevs ut från sina områden i centrala Kina. De skall då ha delats i två grupper. En grupp blev Miaounionen och de bosatte sig i sydväst och en grupp blev Liunionen och de bosatte sig i sydöst. Medan Kina utvecklades kom dessa två grupper att ses som barbarer och Kina skulle göra flera kampanjer mot dem. Vid tiden för Zhoudynastin (1050–771 f.Kr.) kom delar av dessa stammar att erövras och inlemmas i Kina. 
I en annan version av Jiulimigrationen skall unionen ha splittrats i tre delar ledda av Chiyous tre söner. Den äldsta sonen tog sin del av stammarna söderut där de beblandades med Sanmiaounionen och en enad nation bildades. Den mellersta sonen tog sin del av stammarna norrut och det är okänt vad som hände med dem medan den yngsta sonen stannade kvar vid Zhuolu efter slaget och kapitulerade, hans del av stammarna kom sedan att inlemmas i Yanhuang. Jiulistammarnas splittrande ledde till att många stater i östra Kina ansåg sig vara ättlingar till Chiyou och de koreaner som anser att Hwandan Gogi är en autentisk källa menar att Chiyou är det Koreanska folkets stamfader, något som dock förkastas av de flesta koreanska historiker. 

## Mytologi
Slaget vid Zhuolu omtalas i den mytologiska berättelsen Shanhaijing (Berg och hav-klassikern). I berättelsen har Chiyou utöver Jiuliunionen med sig jättar och onda andar till slaget. Båda sidorna använde sig av magi och det var Chiyou som skapade dimman som lade sig över slagfältet. Chiyous krigare använde dessutom smidda svärd och hillebarder vilket gav dem ett övertag i den inledande striden. Huangdi lyckades dock vända slaget med sin söderpekande stridsvagn som hjälpte hans trupper att orientera sig och sin dotter Nüba som är torkans demon. Hon lyckades skada och försvaga Chiyous krigare. Chiyou tillfångatogs till slut men ingen vågade avrätta honom. Till slut tog Yinglong, den bevingade draken, på sig uppdraget och dödade Chiyou. Chiyous fångstkedjor förvandlades då till ekar och Yinglong förlorade sina vingar och blev genom en förbannelse dömd att vara kvar på jorden för all framtid. 